# Cyperus correllii
Cyperus correllii är en halvgräsart som först beskrevs av Tetsuo Michael Koyama, och fick sitt nu gällande namn av Gordon C. Tucker. Cyperus correllii ingår i släktet papyrusar, och familjen halvgräs.
Artens utbredningsområde är Bahamas. Inga underarter finns listade i Catalogue of Life.